# Maź stawowa

Budowa stawu z obecnymi strukturami maziowymi

Maź stawowa, ciecz synowialna (łac. synovia) – lepka substancja mająca za zadanie zmniejszać tarcie w stawach przez smarowanie powierzchni chrząstek. W niektórych stawach (np. kolanowym) warstwa maziowa może wpuklać się do jamy stawowej, wytwarzając fałdy maziowe (łac. plicae synoviales) wypełnione tkanką tłuszczową. Warstwa maziowa może czasami uwypuklać się na zewnątrz jamy stawowej, tworząc tzw. kaletki maziowe (łac. bursae synoviales), mające połączenie z jamą stawową. Kaletki maziowe ułatwiają ślizganie się przebiegających obok nich ścięgnach lub mięśniach. 

## Skład chemiczny
W składzie cieczy synowialnej znajdują się:
- Woda 94%
- Kwas hialuronowy 2-3%
- Białka (albuminy 1,9% i globuliny 0,9%)
- Fosfolipidy <1%
- Mucyny 0,5%
- Glikoproteiny i glukoza <1%
- Kwas moczowy <1%
- Leukocyty

## Właściwości
Maź stawowa jest cieczą nienewtonowską o konsystencji białka kurzego. Posiada lekko zasadowy odczyn (pH 7,2-7,4). W 20℃ jej gęstość wynosi 1008-1015 kg/m3, podczas gdy lepkość 1,4 Pa·s.
Zdrowa ciecz synowialna jest bezbarwna lub lekko żółtawa - inne jej zabarwienie świadczy zmianie składu chemicznego płynu, która może wynikać z choroby. Szczegółowe badania polegają na obserwacji mikroskopowej cieczy.

## Funkcje mazi stawowej
Do podstawowych funkcji mazi stawowej należy:
- zmniejszanie tarcia w stawie
- zapobieganie ścieraniu kości
- stabilizacja poprzez amortyzację wstrząsów
- odżywianie chrząstki
- transport szkodliwych produktów przemiany materii z obrębu jamy stawowej

## Powstawanie mazi
Maź stawowa wytwarzana jest przez błonę maziową. Powstaje ona jako dializat osocza krwi. 
Rozgrzewka przed ćwiczeniami prowadzi do zwiększenia ilości wydzielanej mazi.

## Choroby związane z mazią stawową
Najpowszechniejszym problemem związanym z mazią jest jej niedobór. Wówczas staw staje się sztywny i tkliwy, oraz objawia się bólem w trakcie ruchu. Objawy te mogą wskazywać na różne choroby m.in. reumatoidalne zapalenie stawu, gorączka reumatoidalna, zapalenie błony maziowej.
Do zmiany składu mazi mogą doprowadzić choroby autoimmunologiczne takie jak chondrokalcytoza lub artretyzm, które powodują odkładanie się odpowiednio soli wapniowych i moczanowych.
Również choroby wirusowe i bakteryjne mogą wpływać na skład, np. gruźlica prowadzi do krwistego zabarwienia mazi. Wówczas przydatne okazują się obecne w mazi stawowej leukocyty.

## Sztuczna maź
Leczenie niedoboru mazi zwykle ma postać objawową tj. poprzez leki przeciwbólowe i antybiotyki lub zastrzyki z kwasem hialuronowym. Możliwe jest jednak też zastąpienie naturalnej mazi endroprotezą w postaci preparatu składającego się z oczyszczonej wody, trójwymiarowego poliakrylamidu, oraz jonów srebra. Rozdziela ona trące o siebie powierzchnie stawowe, dzięki czemu zmniejsza tarcie i obciążenia. Natychmiast powstrzymuje odczuwany przez pacjenta ból i umożliwia odbudowę naturalnej mazi. Może być wykorzystywana również w leczeniu zwierząt.

Przeczytaj ostrzeżenie dotyczące informacji medycznych i pokrewnych zamieszczonych w Wikipedii.